# Red Warriors
Les Red Warriors sont une bande de redskins radicalement antifasciste ayant agi dans la région parisienne dans les années 1980.
Fondée en décembre 1986, cette bande de redskins se rend célèbre comme étant, après les Ducky Boys, parmi les premières à s'opposer systématiquement et physiquement aux « boneheads » d'extrême droite dans la région parisienne,, avec pour objectif de « ne pas laisser la rue aux mouvements néonazis ».
Les Red Warriors se séparent dans les années 1991-1992.

## Historique
Composée d'un noyau dur de quatorze personnes, son but initial était de contrer ce qu'ils considéraient comme une montée du fascisme dans les rues. Se revendiquant communiste, par provocation, la bande était surtout antifasciste radicale. Ils assurèrent la sécurité dans des concerts urbains de punk et de rock alternatif, notamment ceux de Bérurier noir ou de Laid Thénardier.
Son symbole était une faucille croisée d'une batte de baseball, détournement du symbole communiste de la faucille et du marteau. Ce symbole sera ensuite repris par le mouvement redskin français.
Les membres des Red Warriors étaient : Julien Terzics (alias Ranx), Rico (Blackskin), Jeff, Nano, Karim (rimka), Roy, Scan, Sambot, Anto, Nono, Franky, Arno tepa, Bobo (le driver), Pascal. Puis vinrent s'ajouter : Ado (le Grec), Bozo, Kim, Mickey, Alain, bb des bois.